# 蕭謐
蕭謐（15世紀—16世紀），字子靖，南直隸寧國府涇縣人，明朝政治人物。

## 生平
蕭謐是嘉靖十年（1531年）辛卯科應天鄉試第七十五名舉人，不久父親去世，哀傷過度以致消瘦得幾乎死去，後授肇慶通判，潔己愛民有聲譽，受命征討苗僮族人能懾服對方，不足兩年就去世，他持重方正，不苟言笑，前來干謁者總會嚴詞拒絕，亦不接受他人餽遺，常作家規訓勉族人。

## 引用
1. 1 2  民國《涇縣志·卷十七·人物》：蕭謐，字子靖，嘉靖辛卯舉人，遭父喪哀毁幾絕，服除通判肇慶府，㓗己字民，為上下所稱，委征苗獞卒能懾服，未二年卒，謐持重方正，言生不苟，人有干謁者峻拒之，餽遺輒謝弗受，常作家規訓族人，處宗黨恂恂如也。 順治志